# Funcțiile managementului
Funcțiile managementului (engleză: functions of management) sunt componentele majore ale managementului, activitățile foarte importante care compun procesul de management. Astăzi se consideră că funcțiile managementului sunt următoarele: (1) planificarea, (2) organizarea, (3) conducerea și (4) controlul, (5) antrenare. Semnificațiile acestor funcții sunt:
1. Planificare = stabilirea unor scopuri (obiective) și imaginarea modului în care să fie atinse (adică elaborarea planurilor)[19].
2. Organizare = asigurarea că există resursele necesare (umane și fizice) pentru realizarea planurilor și atingerea scopurilor[19].
3. Conducere = influențarea subalternilor pentru ca ei să contribuie la atingerea scopurilor organizației[20].
4. Control (sau reglare) = compararea rezultatelor reale cu cele planificate și luarea unor măsuri corective în caz de nevoie [20].

### Posibile confuzii
Funcțiile managementului, numite uneori și funcții manageriale, nu trebuie confundate cu:
- funcțiile manageriale, în sensul de poziții de conducere în structura organizației, cum este cea de director general;
- funcțiunile firmei (engleză: functions of organizations) – o funcțiune a firmei este ansamblul activităților înrudite (de aceeași natură sau complementare)[21]; funcțiunile comune sunt: (1) de cercetare-dezvoltare, (2) de producție, (3) comercială, (4) economică (sau financiar-contabilă) și (5) de personal[22].

### Reflectarea funcțiilor în manualele internaționale
Manualele de management din literatura internațională obișnuiesc să urmeze următoarele tipare structurale:
- Capitolele sunt grupate în părți, în funcție de funcția managerială vizată.
- Prima parte este introductivă, următoarele patru (părțile II-V) sunt alocate celor patru funcții ale managementului, iar uneori există și partea a VI-a, dedicată unor aspecte trans-funcționale.
- Partea I, Introducere, cuprinde de obicei capitolele: (1) Introducere (ori Activitatea managerului, sau Managementul în organizație), (2) Evoluția managementului, (3) Mediile organizației, (4) Responsabilitatea socială și etica.
- Partea a II-a, Planificarea, cuprinde de obicei capitolele: (1) Obiective și planuri, (2) Planificarea strategică, (3) Planificarea tactică și planificarea operațională, (4) Luarea deciziilor, (5) Managementul schimbării și inovării.
- Partea a III-a, Organizarea, cuprinde de obicei capitolele: (1) Componentele de bază ale organizării, (2) Designul structurii organizatorice, (3) Designul postului, (4) Managementul resurselor umane.
- Partea a IV-a, Conducerea, cuprinde de obicei capitolele: (1) Motivarea, (2) Leadershipul, (3) Comunicarea, (4) Managementul grupului.
- Partea a V-a, Controlul, cuprinde de obicei capitolele: (1) Controlul în organizație, (2) Metode de control, (3) Managementul operațiilor, (4) Sistemele informaționale manageriale.
- Partea a VI-a, Aspecte trans-funcționale, cuprinde capitolele: (1) Managementul companiilor internaționale, (2) Antreprenoriat și small-business.

Structura de mai sus este utilizată, cu variații minore (la nivel de capitol), în majoritatea lucrărilor americane sau britanice din lista bibliografică a acestei pagini (Bartol & Martin, 1994; Boddy, 2008; Certo & Certo, 2012; Daft & Marcic, 2009; DuBrin, 2010 ș.a.m.d.), precum și în câteva lucrări românești (Brătianu et al., 2006; Brătianu & al., 2011; Stăncioiu & Militaru, 1998 – aceasta mai include o parte, referitoare la decizii; în restul lucrărilor, deciziile sunt tratate în cadrul planificării), cu observația că lucrările românești nu includ și partea referitoare la aspectele trans-funcționale.

### Abordarea inițială, a lui Fayol
Prima abordare a funcțiilor managementului datează din 1916 și îi aparține lui Henri Fayol, care prin intermediul lor a definit managementul (numit de către el administrare): „a administra înseamnă a prevedea, a organiza, a comanda, a coordona și a controla”. Așadar, funcțiile propuse erau acestea cinci: (1) prevederea și previziunea, (2) organizarea, (3) comanda, (4) coordonarea și (5) controlul.
Diferențele dintre viziunea contemporană și cea a lui Fayol sunt următoarele:
- Prima funcție nu mai este de previziune, ci de planificare, un concept mai larg (care include și previziunea, ca instrument folosit în planificare).
- Comanda a fost înlocuită de conducere, un concept mai larg și lipsit de conotația autoritaristă a comenzii.
- Coordonarea este inclusă astăzi în organizare.

### Abordarea românească
În majoritatea lucrărilor din România, abordarea funcțiilor managementului este foarte apropiată de cea a lui Fayol, din 1916. Un model general al abordării românești enumeră următoarele funcții ale managementului:
1. Previziune.
2. Organizare.
3. Coordonare.
4. Antrenare.
5. Control-evaluare.

Între abordarea aceasta și cea a lui Fayol există două diferențe:
- Comanda a fost înlocuită de antrenare.
- Controlul a devenit control-evaluare (deși evaluarea este o componentă a controlului).

Între abordarea românească și cea internațională există aceste diferențe:
- În abordarea românească există funcția de coordonare (în abordarea internațională, coordonarea este o componentă a organizării).
- În abordarea românească se preferă previziune în loc de planificare.
- În abordarea românească funcției de conducere conducere i se spune antrenare (uneori și motivare, vezi mai jos; în abordarea internațională, motivarea este o componentă a conducerii, alături de leadership, comunicare și managementul grupului).
- În abordarea românească funcției de control i se spune control-evaluare (deși evaluarea este conținută în control).

Câteva exemple din manualele românești:
- (1) planificare, (2) organizare, (3), coordonare, (4) motivare, (5) control[24].
- (1) previziune (planificare), (2) organizare, (3) coordonare, (4) antrenare, (5) evaluare-control[25].
- (1) prevedere (planificare, previziune), (2) organizare, (3) antrenare (comandă-motivație), (4) coordonare, (5) control (control-evaluare)[26][27].
- (1) prevedere (previziune, planificare), (2) organizare, (3) antrenare (comandă-motivare), (4) coordonare (reglarea proceselor), (5) control-evaluare[28].
- (1) prevedere, (2) organizare, (3) coordonare, (4) antrenare, (5) control-reglare[29].

Există și autori români care au aderat la abordarea contemporană internațională, considerând că funcțiile managementului sunt (1) planificarea, (2) organizarea, (3) conducerea și (4) controlul (Stăncioiu & Militaru, 1998; Brătianu et al., 2006; Brătianu et al., 2011).